# Liste der Biografien/Pey
Liste der Biografien |
Portal Biografien |
Personensuche
# |
A |
B |
C |
D |
E |
F |
G |
H |
I |
J |
K |
L |
M |
N |
O |
P |
Q |
R |
S |
T |
U |
V |
W |
X |
Y |
Z |
?
 
Pa |
Pc |
Pe |
Pf |
Ph |
Pi |
Pj |
Pk |
Pl |
Pm |
Pn |
Po |
Pr |
Ps |
Pt |
Pu |
Pv |
Pw |
Py
 
Pea |
Peb |
Pec |
Ped |
Pee |
Pef |
Peg |
Peh |
Pei |
Pej |
Pek |
Pel |
Pem |
Pen |
Peo |
Pep |
Peq |
Per |
Pes |
Pet |
Peu |
Pev |
Pew |
Pex |
Pey |
Pez
Die Liste der Biografien führt alle Personen auf, die in der deutschsprachigen Wikipedia einen Artikel haben. Dieses ist eine Teilliste mit 113 Einträgen von Personen, deren Namen mit den Buchstaben „Pey“ beginnt.

## Pey
- Pey, Franz Josef (1759–1792), katholischer Priester, Seliger

### Peya
- Peya, Alexander (* 1980), österreichischer TennisspielerAlexander Peya (* 1980)

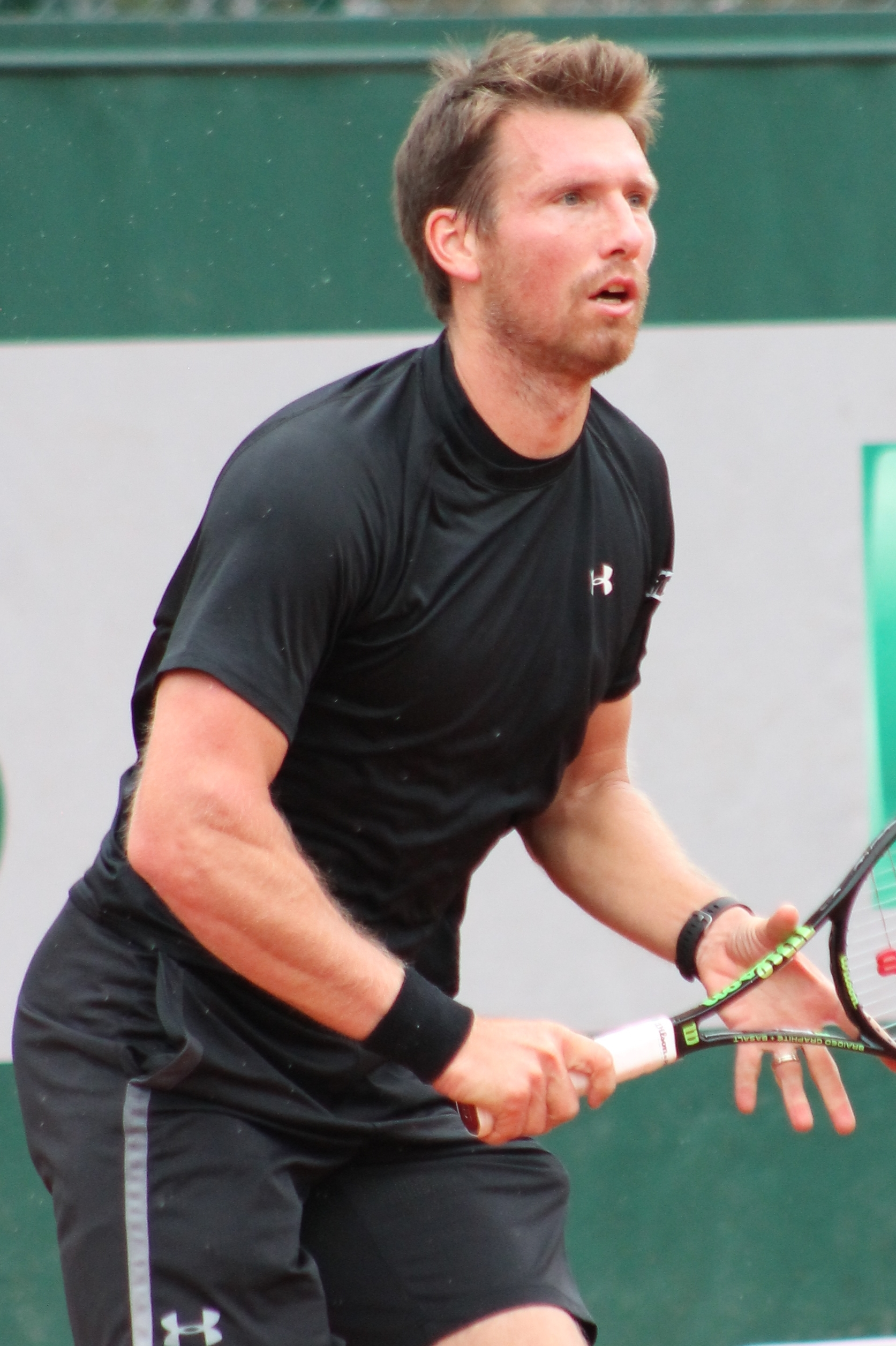
Alexander Peya (* 1980)

### Peyb
- Peybernes, Mathieu (* 1990), französischer Fußballspieler

### Peyc
- Peychär, Jacqueline (* 1995), österreichische Squashspielerin
- Peycke, Richard (* 1935), deutscher Tischtennisspieler

### Peye
- Peyer im Hof, Friedrich (1817–1900), Schweizer Politiker und Industrieller
- Peyer im Hof, Honorat (1716–1785), Bibliothekar des Klosters St. Gallen
- Peyer, Bernhard (1885–1963), Schweizer Paläontologe und Anatom
- Peyer, Bruno (1926–1997), Schweizer Chorleiter
- Peyer, Carl (* 1949), österreichischer Austro-Pop Musiker
- Peyer, Che (* 1950), Schweizer Boogie-Woogie- und Blues-Pianist
- Peyer, Fritz (1919–2001), deutscher Fotograf
- Peyer, Gervase de (1926–2017), britischer Klarinettist und Dirigent
- Peyer, Hans Conrad (1922–1994), Schweizer Historiker, Hochschullehrer
- Peyer, Heinrich (1621–1690), Schweizer Architekt, Festungsingenieur und Kartograph
- Peyer, Heinrich (* 1816), österreichischer Landschaftsmaler
- Peyer, Johann Conrad (1653–1712), Schweizer Arzt
- Peyer, Johann Conrad (1707–1768), Schweizer Jurist, Politiker und Dichter
- Peyer, Károly (1881–1956), ungarischer Politiker
- Peyer, Otto (1839–1899), deutscher Diplomat
- Peyer, Peter (* 1965), Schweizer Politiker (SP)
- Peyer, Rudolf (1929–2017), Schweizer Schriftsteller und Übersetzer
- Peyer, Tom (* 1954), US-amerikanischer Comicautor
- Peyer-von Waldkirch, Els (1899–1985), Schweizer Krankenschwester
- Peyerimhoff, Alexander (1926–1996), deutscher Mathematiker
- Peyerimhoff, Sigrid (* 1937), deutsche theoretische Chemikerin
- Peyerl, Franz (1897–1967), österreichischer Politiker der SPÖ, Landeshauptmann-Stellvertreter
- Peyerl, Franz (1920–2011), österreichischer Gewerkschafter und Politiker (SPÖ), Landtagsabgeordneter
- Peyerl, Hermann (* 1980), österreichischer Wirtschaftswissenschaftler und Steuerrechtler
- Peyerl, Ludwig (1933–2000), deutscher Diplom-Kaufmann und Senator (Bayern)
- Peyerl, Martin (1983–1999), deutscher Amokläufer

### Peyf
- Peyfuss, Marietta (1868–1945), österreichische Malerin, Grafikerin, Holzschneiderin, Kunstgewerblerin
- Peyfuss, Maximilian (1944–2019), österreichischer Osteuropahistoriker und Schriftsteller

### Peyk
- Peyk, Nikolaj (* 1966), dänischer Musiker, Drehbuchautor und Regisseur
- Peyker, Ingo (* 1941), österreichischer Stabhochspringer, Weitspringer und Zehnkämpfer
- Peyker, Karin (* 1979), österreichische Bildhauerin
- Peykoğlu, Muslihittin (1905–1960), türkischer Fußballspieler

### Peym
- Peymann, Claus (1937–2025), deutscher Theaterregisseur und IntendantClaus Peymann (1937–2025)

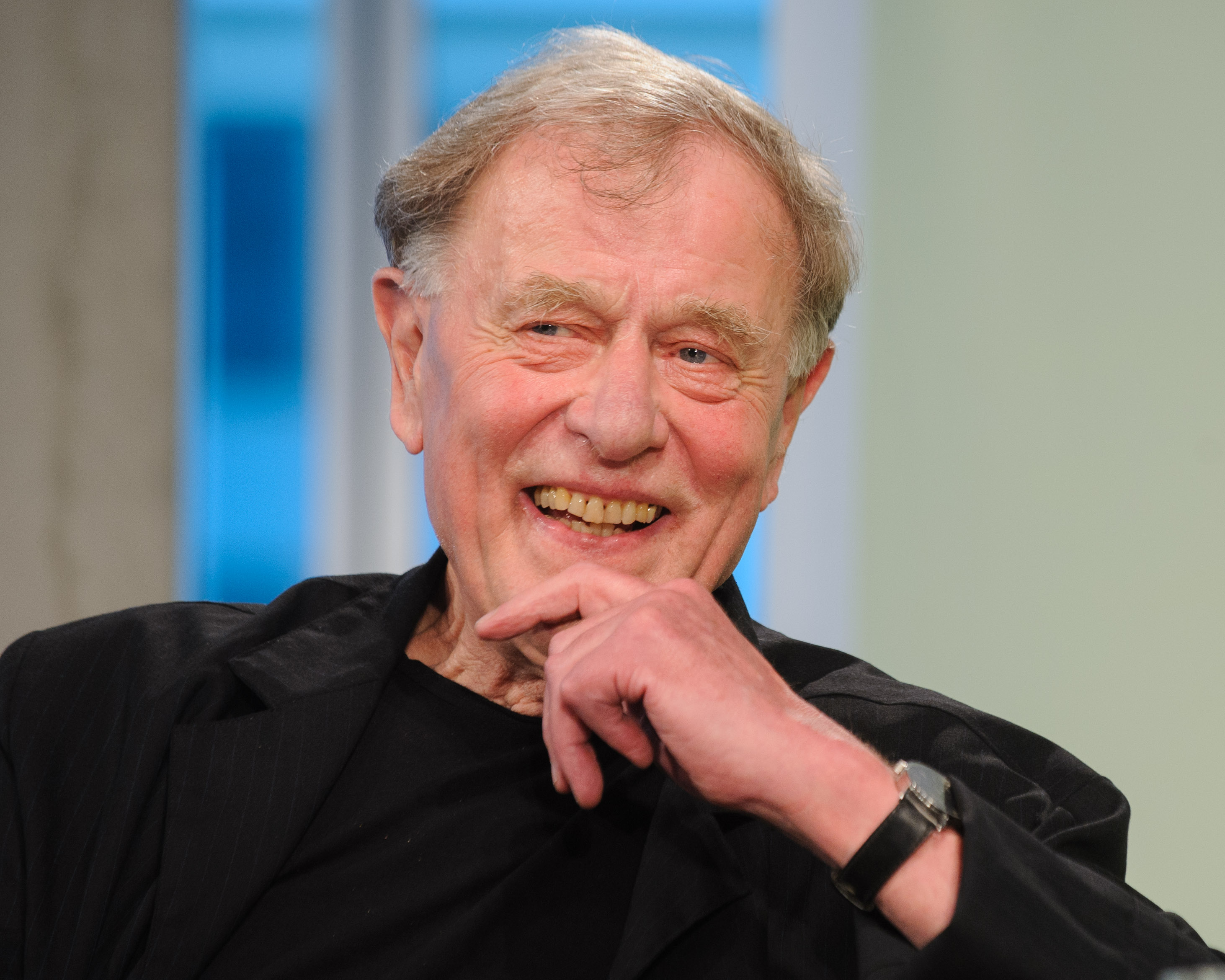
Claus Peymann (1937–2025)

- Peymann, Ernst (1737–1823), deutscher General in dänischen Diensten

### Peyn
- Peyn, Bruno (1887–1970), deutscher Schriftsteller
- Peynado, Jacinto Bienvenido (1867–1940), Präsident der Dominikanischen Republik und Schriftsteller
- Peynaud, Émile (1912–2004), französischer Önologe
- Peynet, Raymond (1908–1999), französischer Grafiker

### Peyo
- Peyo (1928–1992), belgischer Comiczeichner
- Peyote, Willie (* 1985), italienischer Rapper

### Peyr
- Peyr, Josef (1835–1881), österreichischer Politiker
- Peyrache, Éloïc (* 1975), französischer Wirtschaftswissenschaftler
- Peyramale, Dominique (1811–1877), römisch-katholischer Priesert
- Peyramaure, Michel (1922–2023), französischer Journalist und Schriftsteller
- Peyrard, François (1759–1822), französischer Übersetzer, Bibliothekar und Gelehrter
- Peyrat, Napoléon (1809–1881), französischer reformierter Pfarrer, Autor und Historiker
- Peyraud, Frank Charles (1858–1948), Schweizer Landschafts- und Historienmaler in den Vereinigten Staaten
- Peyraud-Magnin, Pauline (* 1992), französische FußballspielerinPauline Peyraud-Magnin (* 1992)

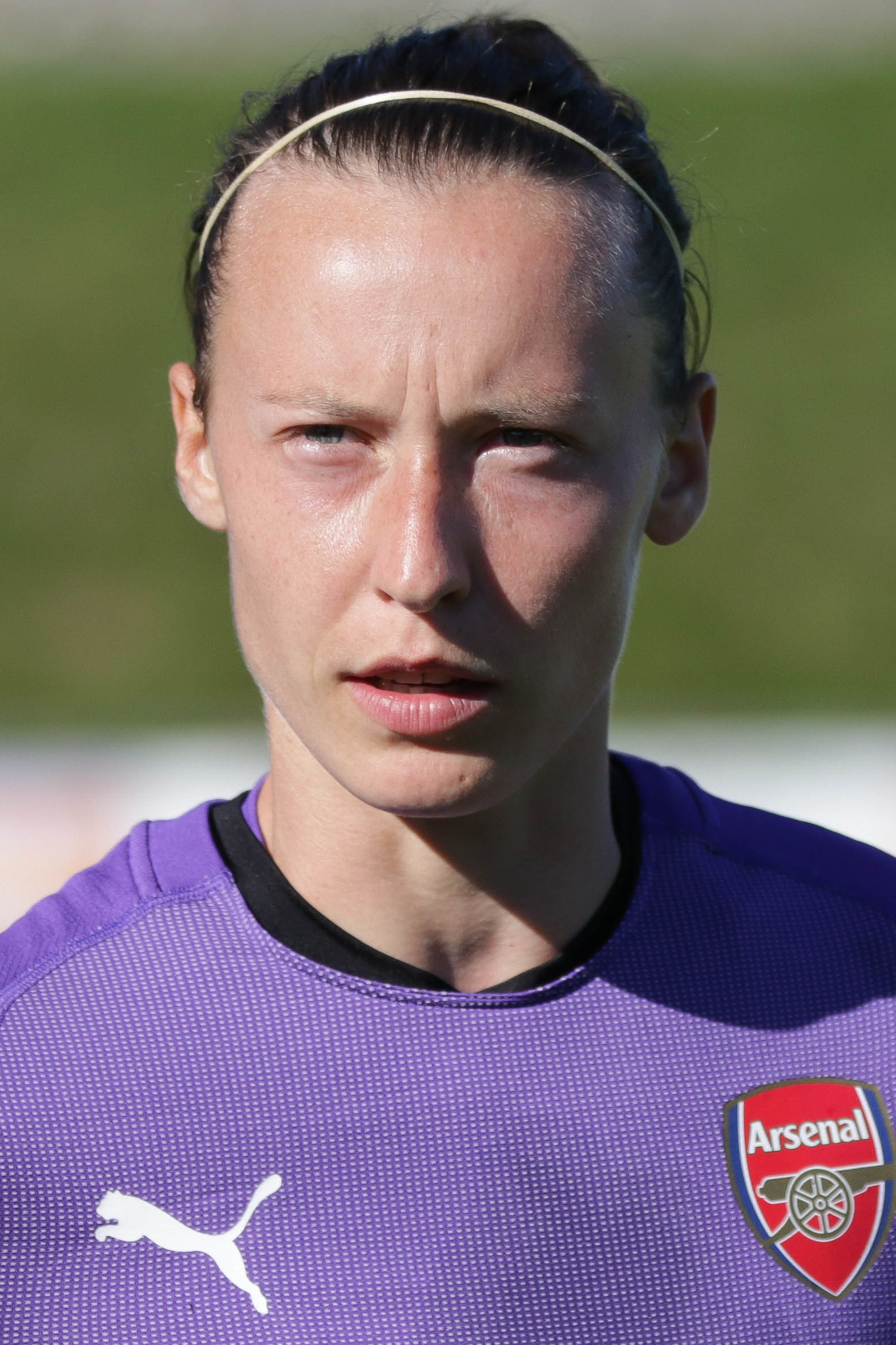
Pauline Peyraud-Magnin (* 1992)

- Peyre Mitilla, Oscar (* 2005), ruandischer Schwimmer
- Peyre, Antoine-François (1739–1823), französischer Architekt und Raumausstatter
- Peyre, Henri (1901–1988), US-amerikanisch-französischer Romanist und Literaturwissenschaftler
- Peyré, Irene de (1873–1968), guatemaltekische Lehrerin und Frauenrechtlerin
- Peyré, Joseph (1892–1968), französischer Schriftsteller
- Peyre, Raphaël Charles (1872–1949), französischer Bildhauer
- Peyre, Sully-André (1890–1961), französischer Autor der neuprovenzalischen Sprache, Romanist und Herausgeber
- Peyrefitte, Alain (1925–1999), französischer Politiker, Autor und Mitglied der Académie française
- Peyrefitte, Roger (1907–2000), französischer Schriftsteller und Diplomat
- Peyrelevade, Jean (* 1939), französischer Manager
- Peyriguère, Albert (1883–1959), französischer katholischer Priester und Einsiedler
- Peyritsch, Johann (1835–1889), österreichischer Botaniker, Mediziner und Hochschullehrer
- Peyrode, Joseph (1895–1962), französischer Radrennfahrer
- Peyron, Alexandre (1823–1892), französischer Politiker und Marineoffizier
- Peyron, Alexandre (1889–1916), französischer Schriftsteller okzitanischer Sprache
- Peyron, Amedeo (1785–1870), italienischer Orientalist und Sprachforscher
- Peyron, Blanche (1867–1933), französische Heilsarmeeoffizierin und Gründerin des ersten Frauenhauses in ParisBlanche Peyron (1867–1933)

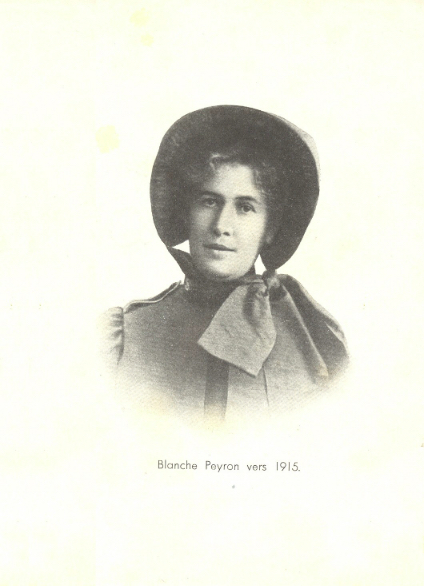
Blanche Peyron (1867–1933)

- Peyron, Bruno (* 1955), französischer Segler und Abenteurer
- Peyron, Loïck (* 1959), französischer Segler
- Peyron, Pierre (1744–1814), französischer Maler des Neoklassizismus
- Peyrone, Michele (1813–1883), italienischer Chemiker
- Peyronie, François Gigot de la (1678–1747), französischer Chirurg
- Peyronnet, Pierre-Denis de (1778–1854), französischer Politiker
- Peyrot, Adrien (1856–1918), Schweizer Architekt
- Peyrot, Fernande (1888–1978), Schweizer Komponistin
- Peyrot, François (1918–1998), Schweizer Architekt und Politiker (LPS)
- Peyrot, Gustave (1885–1963), Schweizer Architekt
- Peyrot, Irénée (* 1972), deutsch-französischer Organist
- Peyrot, Lara (* 1975), italienische Skilangläuferin
- Peyrot, Nadia (* 1972), italienische Bogenbiathletin
- Peyroteo, Fernando (1918–1978), portugiesischer Fußballspieler
- Peyroteo, Herlander (1929–2002), portugiesischer Regisseur und Fernsehproduzent
- Peyrou, Charles (1918–2003), französischer Physiker
- Peyrouton, Marcel (1887–1983), französischer Kolonialadministrator, Diplomat und Politiker
- Peyroux, Madeleine (* 1974), US-amerikanische Chanson-Jazz-SängerinMadeleine Peyroux (* 1974)

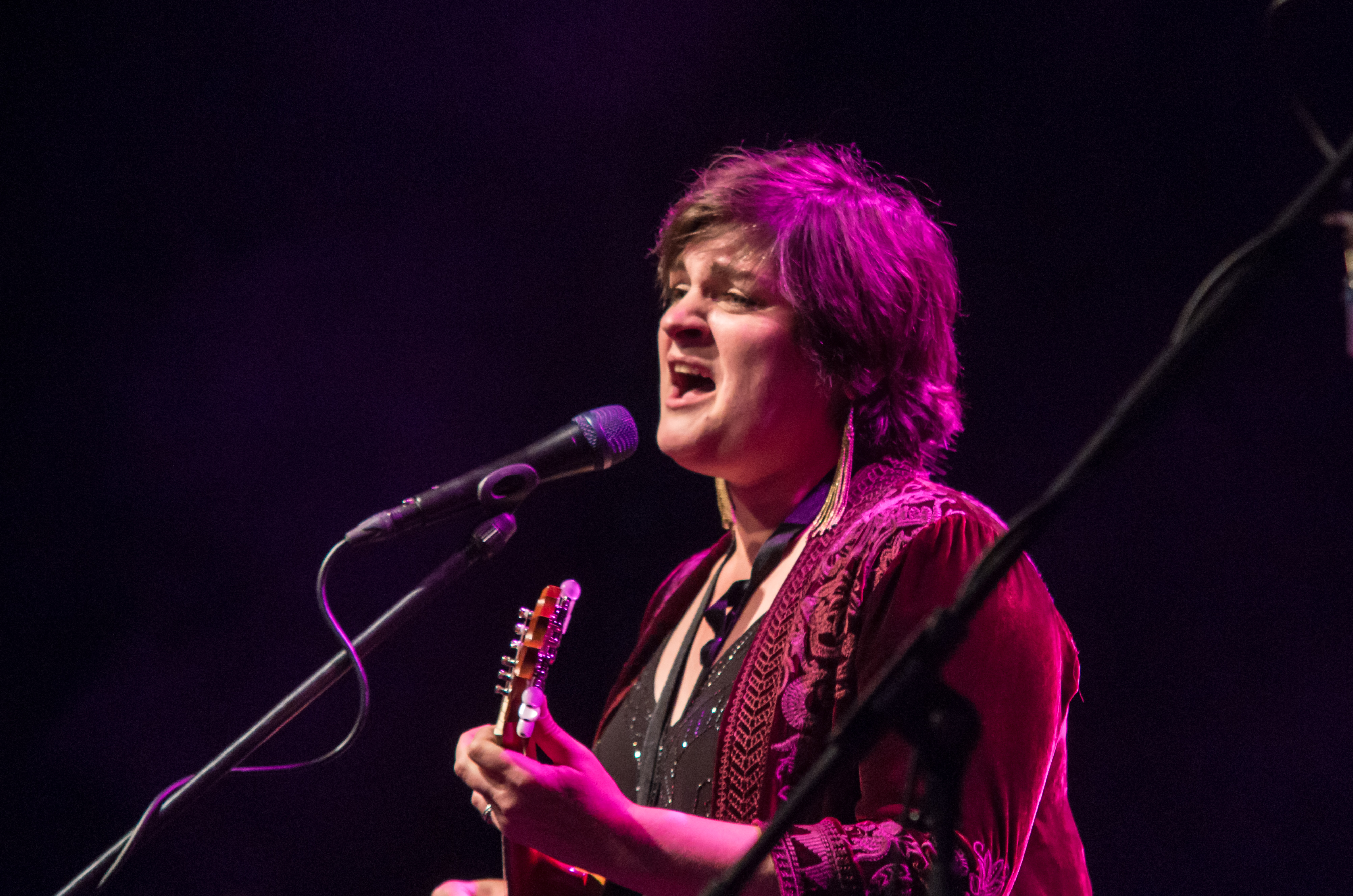
Madeleine Peyroux (* 1974)

- Peyrusson, Pierre (1881–1914), französischer Schwimmer

### Peys
- Peysang, Ursula (1953–1991), deutsche Schlagersängerin
- Peyser, Alfred (1870–1955), deutscher HNO-Arzt in Berlin
- Peyser, Dora (1904–1970), deutsch-australische Sozialarbeiterin
- Peyser, Penny (* 1951), US-amerikanische Schauspielerin, Produzentin und Regisseurin
- Peyser, Peter A. (1921–2014), US-amerikanischer Politiker
- Peyser, Theodore A. (1873–1937), US-amerikanischer Politiker

### Peyt
- Peythieu, Philippe (* 1950), französischer Schauspieler, Synchronsprecher und -regisseur
- Peyton Jones, Simon (* 1958), britischer Informatiker, Entwickler der Programmiersprache Haskell
- Peyton, Balie (1803–1878), US-amerikanischer Jurist und Politiker
- Peyton, Brad (* 1978), kanadischer Filmregisseur, Drehbuchautor und TV-Producer
- Peyton, Elizabeth (* 1965), US-amerikanische Porträt-MalerinElizabeth Peyton (* 1965)

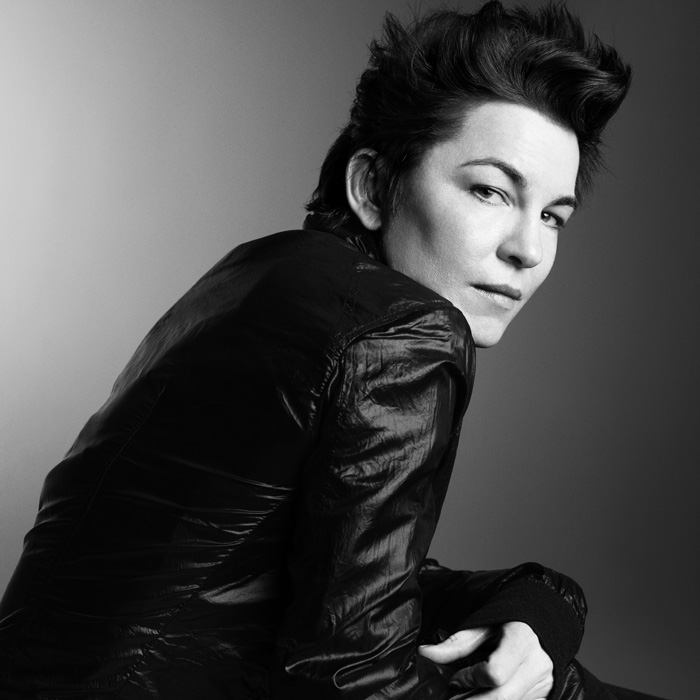
Elizabeth Peyton (* 1965)

- Peyton, Gerry (* 1956), irischer Fußballtorhüter
- Peyton, Harley, amerikanischer Drehbuchautor und Filmproduzent
- Peyton, John (1919–2006), britischer Politiker
- Peyton, John (* 1964), US-amerikanischer Politiker, Bürgermeister von Jacksonville (2003–2011)
- Peyton, Joseph Hopkins (1808–1845), US-amerikanischer Politiker
- Peyton, K. M. (1929–2023), britische Kinder- und Jugendbuchautorin
- Peyton, Kim (1957–1986), US-amerikanische Schwimmerin
- Peyton, Malcolm (1932–2025), US-amerikanischer Komponist
- Peyton, Philip B. (1881–1949), US-amerikanischer Offizier, Generalmajor der US Army
- Peyton, Robert Ludwell Yates (1822–1863), US-amerikanischer Politiker
- Peyton, Samuel (1804–1870), US-amerikanischer Politiker
- Peyton, William (1866–1931), britischer Heeresoffizier, zuletzt General
- Peytral, Paul (1842–1919), französischer Politiker, Mitglied der Nationalversammlung